# Fernando Enríquez de Velasco
Fernando o Hernando Enríquez de Velasco (1466-viernes 3 de noviembre de 1542), V señor y I duque de Medina de Rioseco y III conde de Melgar. Perteneció al importante linaje de los Enríquez. 

## Biografía
Hijo de Alonso Enríquez de Quiñones y María de Velasco, fue el V Almirante de Castilla, al morir su hermano Fadrique Enríquez de Velasco sin descendencia. Por los servicios prestados a la corona, el rey Carlos I, le concedió el título de duque de Medina de Rioseco.

## Matrimonio y descendencia
Contrajo matrimonio con María Girón, hija del II conde de Ureña, con quien tuvo los siguientes hijos: 
- Luis Enríquez y Téllez-Girón quien sucedió a su padre;
- Fadrique Enríquez de Mendoza y Téllez-Girón, comendador de la Orden de Santiago y mayordomo del príncipe Carlos;
- Fernando de Mendoza y Girón, maestrescuela de Salamanca y arcediano de Madrid;
- María Luisa Enríquez de Mendoza y Téllez-Girón, esposa de Antonio Alonso Pimentel y Herrera de Velasco, III duque de Benavente.

Tuvo dos hijos fuera de matrimonio: 
- Alonso, abad de Valladolid;
- Beatriz Enríquez, esposa de Alonso del Águila

Falleció a las 11 de la noche del 3 de noviembre de 1542, según se recoge en las últimas páginas del libro de bautismos de la parroquia de Santa Cruz, de Medina de Rioseco. Fue enterrado en el convento de San Francisco, de Medina de Rioseco. 